# 無責任一家総動員
『無責任一家総動員』（むせきにんいっかそうどういん）は、日本のパンク・ロックバンド、ガガガSPの4枚目のアルバム。2005年3月9日発売。発売元はソニー・ミュージックレコーズ。

## 収録曲
1. 祭りの準備 (4:26)
作詞・作曲：コザック前田
2004年5月に発売された7thシングル。
2. ヘイミスターアンダーグラウンドマン (2:19)
作詞・作曲：コザック前田
3. 私鉄沿線 (4:08）
作詞・作曲：コザック前田
4. 僕は君のおもかげを追っているんだろう (4:49)
作詞・作曲：コザック前田
5. 新・ドント節 (3:09)
作詞：青島幸男、作曲：萩原哲晶
ハナ肇とクレイジーキャッツの「ドント節」をパンク・ロック風にアレンジしたもの。
6. はじめて君としゃべった (2:57)
作詞・作曲：桑原康伸
2005年2月に発売された9thシングル。
テレビ東京系アニメ『NARUTO -ナルト-』エンディングテーマ曲に使われた。
7. 雨の日曜日 (4:55)
作詞・作曲：ガッタ山本
8. 神戸無責任時代 (4:13)
作詞・作曲：コザック前田
このアルバムのCMでサビの部分が使われている。
後に歌詞を変更し「全国無責任時代」としてシングルカット。
9. 忘れられない日々 (3:41)
作詞・作曲：コザック前田
2004年8月に発売された8thシングル
10. 恋にいのちを (5:21)
作詞・作曲：コザック前田
11. 祭りの本番 (5:49)
作詞・作曲：ガッタ山本
「祭りの本番」自体は1分43秒ほどだが、シークレットトラックで「晩秋」が収録されている。
「晩秋」は、コザック前田がアコースティックギターを弾きながらメンバー達がサビの部分を歌うという形になっている。
また、ここに収録されている「晩秋」は、シングルやアルバムで収録されているものとは歌詞が若干異なる。
シークレットトラックは、「祭りの本番」終了から42秒後となっている。